# UCI Àfrica Tour 2024
L'UCI Àfrica Tour 2024 és la vintena edició de l'UCI Àfrica Tour, un dels cinc circuits continentals de ciclisme de la Unió Ciclista Internacional. Té lloc entre el 27 d'octubre de 2023 i el 6 d'octubre de 2024 a l'Àfrica.

## Equips
Els equips poden participar en les diferents curses depenent de la categoria de la prova. Per exemple, els UCI WorldTeams només poden participar en curses .1 i el seu nombre per cursa és limitat.
| Catégorie | Catégorie              | Équipes                                                                           |
| --------- | ---------------------- | --------------------------------------------------------------------------------- |
| .1        | 1.1 (Cursa d'un dia)   | * UCI WorldTeam (màx. 50 %) * UCI ProTeam * Equip continental * Selecció nacional |
| .1        | 2.1 (Cursa per etapes) | * UCI WorldTeam (màx. 50 %) * UCI ProTeam * Equip continental * Selecció nacional |
| .2        | 1.2 (Cursa d'un dia)   | * UCI ProTeam * Equip continental * Selecció nacional * Equip regional i de club  |
| .2        | 2.2 (Cursa per etapes) | * UCI ProTeam * Equip continental * Selecció nacional * Equip regional i de club  |

## Evolució del calendari

### Novembre 2023
| Data | Cursa        | País         | Cat. | Vencedor     | Equip        | Ref.        |
| ---- | ------------ | ------------ | ---- | ------------ | ------------ | ----------- |
| 27-5 | Tour de Faso | Burkina Faso | 2.2  | Paul Daumont | Burkina Faso | [ 3 ] [ 4 ] |

### Febrer
| Data  | Cursa          | País   | Cat. | Vencedor         | Equip               | Ref.  |
| ----- | -------------- | ------ | ---- | ---------------- | ------------------- | ----- |
| 18-25 | Tour de Ruanda | Ruanda | 2.1  | Joseph Blackmore | Israel-Premier Tech | [ 5 ] |

### Abril
| Data | Cursa         | País  | Cat. | Vencedor         | Equip  | Ref. |
| ---- | ------------- | ----- | ---- | ---------------- | ------ | ---- |
| 30-5 | Tour de Benín | Benín | 2.2  | Achraf Ed Doghmy | Marroc |      |

### Maig
| Data  | Cursa                                       | País    | Cat. | Vencedor                 | Equip                      | Ref. |
| ----- | ------------------------------------------- | ------- | ---- | ------------------------ | -------------------------- | ---- |
| 11    | Gran Premi d'Orà                            | Algèria | 1.2  | Nassim Saidi             | Madar Pro Cycling Team     |      |
| 12-21 | Tour d'Algèria                              | Algèria | 2.2  | Nassim Saidi             | Madar Pro Cycling Team     |      |
| 21-26 | Tour de Mali                                | Mali    | 2.2  | Yaya Diallo              | Mali                       |      |
| 22    | Gran Premi de la Vila d'Annaba              | Algèria | 1.2  | Milkias Maekele          | Eritrea                    |      |
| 24    | Gran Premi internacional de la vila d'Alger | Algèria | 1.2  | Hamza Amari              | Madar Pro Cycling Team     |      |
| 31-9  | Tour del Camerun                            | Camerun | 2.2  | Clovis Kamzong           | SNH Velo Club              |      |
| 31-9  | Volta al Marroc                             | Marroc  | 2.2  | Axel Narbonne-Zuccarelli | Nice Métropole Côte d'Azur |      |

### Juny
| Data  | Cursa                      | País    | Cat. | Vencedor      | Equip           | Ref. |
| ----- | -------------------------- | ------- | ---- | ------------- | --------------- | ---- |
| 11-14 | Tour de Maurici            | Maurici | 2.2  | Piotr Brożyna | Felt Felbermayr |      |
| 16    | Clàssica de l'Illa Maurici | Maurici | 1.2  | Patryk Stosz  | Felt Felbermayr |      |

### Octubre
| Data | Cursa                   | País    | Cat. | Vencedor        | Equip                     | Ref. |
| ---- | ----------------------- | ------- | ---- | --------------- | ------------------------- | ---- |
| 1-5  | Gran Premi Chantal Biya | Camerun | 2.2  | Wesley Van Dyck | Shifting Gears Strategica |      |
| 6    | Gran Premi d'Ongola     | Camerun | 1.2  | Oussama Mimouni | Madar Pro Cycling Team    |      |